# IFK Norrköpings historia

## IFK Norrköping

### Tidiga år 1897-1924
IFK Norrköping grundades den 29 maj 1897 efter att två grabbar vid läroverket (numera De Geergymnasiet), Gunnar Nisbeth och John Uggla, läst ungdomstidningen Kamraten. Tidningen uppmanade läsarna att "närmare bekanta sig med Ungdomens fria rörelse - idrotten". Gunnar Nisbeth och John Uggla skickade ett brev till IF Kamraterna i Stockholm och på så sätt skapades Kamraternas 17:e krets med hemmaort Norrköping. IFK var inte först med fotbollen i staden utan det var Norrköpings Gymnastikförening som 1899 spelade den första fotbollsmatchen i Norrköping. Först 1902 var det dags för fotbollspremiär för IFK. Det var mot Läroverket och spelplatsen var Militärskolans gård. Det blev förlust med 1-2.
1904 ställde man upp i Svenska mästerskapet för första gången. Det blev förlust med 5-0 mot Örgryte IS.
1910 bildades svenska serien, föregångaren till Allsvenskan men som inte hade SM-status. IFK gjorde bra ifrån sig och slutade 4 av åtta lag. Eftersom det inte gick att degraderas från serien, var Norrköping med i alla upplagor av svenska serien trots att man oftast slutade i botten.
1909 spelades det första distriktsmästerskapet i Östergötland, som IFK vann efter att ha besegrat lokalkonkurrenten IK Sleipner i finalen med 8-1. Norrköping skulle vinna DM varje år fram till 1919, då det blev finalförlust mot just Sleipner. Finalförlusten markerade också en början på en ny era i staden Norrköpings fotbollshistoria. En tid då IFK bara var tvåa.

### Bara tvåa 1924-1942
1924-25 spelades den första upplagan av Allsvenskan och IFK gjorde en medioker säsong och slutade åtta av tolv lag, en poäng efter ärkerivalerna IK Sleipner. Året efter slutade IFK sexa två poäng och placeringar före Sleipner. Men det var enda gången under 1920- och 1930-talet som IFK kom före Sleipner i seriespelet. Man hade inte hunnit organisera laget och prövade sig fram med olika spelare. Lagets enda riktiga stjärna hette Torsten Johansson och han kom att betyda mycket för IFK både som spelare och som ledare. Men en spelare gör inte ett helt lag heter det, och Norrköpings blygsamma prestationer blandades med riktigt usla resultat. De största förlusterna IFK råkat ut för i Allsvenskan kom 1928 mot Örgryte och 1929 mot Helsingborg. Både matcherna slutade hela 11-0. 1929-30 kom det många väntat på. IFK slutade på elfte plats och skulle spela nästa säsong i division 2. Det blev till slut fem säsonger i division 2 innan man slutligen vann division 2 och det allsvenska kvalet mot Brage (sammanlagt 4-2) 1934-35. Under de fem åren i division två hann man med två Norrköpingsderbyn då Sleipner hade en kort sejour i samma serie 1933-34.
Det blev dock bara två säsonger i Allsvenskan innan klubben återigen åkte ur 1936-37. Säsongen efter 1937-38 blev en mörk del i IFK-historien. Man slutade tvåa i division 2, samtidig som Sleipner vann Allsvenskan och kunde titulera sig svenska mästare. Nu stod det skrivet i sten att IFK bara var tvåa i staden. Det var dock kortvarigt och 1939-40 vann man division 2 igen och kvalet mot Reymersholms IK med sammanlagt 7-5.
Och 1940-41 slutade IFK sjua i Allsvenskan medan Sleipner slutade tolva och sist. För första gången på femton år slutade IFK före Sleipner och var återigen bäst i staden.

### Storhetstiden 1942-1963
Den gamla spelaren Torsten Johansson togs in i klubbens styrelse och han hade en vision om att klubben skulle bli bäst. Han visste också hur klubben skulle nå dit. 1939 åkte han tillsammans med Carl Elis "Nalle" Halldén till Emmaboda och värvade bröderna Eric ”Mulle” Holmqvist och Oscar ”Masse” Holmqvist. Dessutom valde man ungraren, den legendariske Lajos Czeizler som tränare. Grunden för en kommande storklubb var lagd. Johansson och Halldén fortsatte resa runt i Sverige på jakt efter spelare. Norrköping fick därför smeknamnet Snoka på grund av förmågan att hitta storspelare från mindre lag.
Scoutningen lönade sig också och i juli 1943 lyfte man för första gången von Rosens pokal och man kunde titulera sig Svenska mästare. Men det satt långt inne. Man slutade endast en poäng före Elfsborg i Allsvenskan. Den 3 oktober samma år mötte man AIK på Råsunda i Svenska Cupen-finalen. Matchen slutade 0-0 och omspel krävdes. Så sex veckor senare möttes lagen igen, den gången på Parken inför 19 595 åskådare. Inför hemmapubliken vann IFK enkelt med 5-2. Året efter dubbeln, 1943-44 gick dock betydligt sämre. Man slutade fyra, sju poäng efter ettan Malmö FF och man förlorade även Svenska cupen-finalen på Råsunda inför 35 000 personer med 4-3 efter förlängning. (3-3 ordinarie tid). Men IFK lät sig inte knäckas utan satsade på att återigen bli bäst. Så 1944 värvades en viss Gunnar Nordahl, som tidigare vunnit den allsvenska skytteligan, från Degerfors. Nordahl gjorde stor succé under sin första säsong och gjorde 27 mål i Allsvenskan. Och samma säsong, 1944-45 vann man återigen dubbeln. Först slutade man fem poäng före tvåan Elfsborg i Allsvenskan och sedan, i slutet av augusti, tog man revansch på Malmö FF, när de besegrades 4-1 i svenska Cupenfinalen inför nästan 32 000 åskådare på Råsunda. Sedan trillade SM-gulden bara in. Från 1944-45 till 1947-48 vann IFK alla fyra upplagor av Allsvenskan och fick smeknamnet "Guldköping". Bland spelarna i det sena 1940-talets guldlag fanns, förutom Gunnar Nordahl, också brodern Knut, och bland andra Georg "Åby" Ericson, Birger Rosengren, nyss nämnda bröderna Holmqvist, Torsten Lindberg, Gösta Malm, Einar Stéen, Lennart "Skinnet" Wigren, och förstås passningskungen Nils Liedholm, som 1946 värvades från Sleipner.
Efter Sveriges OS-guld 1948 fick svensk fotboll hög status i Europa. Det gjorde att man samma år tappade Gunnar Nordahl till AC Milan och året efter Nils Liedholm till samma klubb.
Förlusterna av de både stjärnorna sved naturligtvis och man hade tre mellanår då klubben placerade sig i mitten av tabellen. Klubben var inne i en generationsväxling som man, till skillnad från Sleipner (vilka åkte ur Allsvenskan efter SM-guldet) klarade av bra. Med spelare som Bengt "Julle" Gustafsson, Bengt "Zamora" Nyholm, Henry Källgren och Åke "Bajdoff" Johansson vann man Allsvenskan för sjätte gången 1952.
Sen följde tre säsonger där IFK placerade sig i på den övre delen av tabellen utan att vinna.
Men 1955-56 och 1956-57 blev två ytterligare guldår. Säsongen efter 1957-58, (den så kallade maratonallsvenskan, som spelade 33 omgångar istället för det normala 22. Anledningen var att man från 1959 skulle spela vår-höst, istället för höst-vår) fick Norrköping nöja sig med att vara tvåa, under ännu en ungersk tränare, denna gång vid namn Vilmos Varszegi. Man slutade dock på precis samma poäng som vinnaren IFK Göteborg, men med aningen sämre målskillnad. Den historiska säsongen 1959 slutade "Peking" återigen tvåa, en enda poäng efter Djurgården. 1960 var IFK bäst i Sverige igen då med bland andra Harry Bild, Örjan Martinsson, Torbjörn Jansson och Gösta Löfgren och det var även den sista säsongen för Henry Källgren, som med 126 allsvenska mål är IFK:s bästa målskytt genom tiderna.
1961 slutade "Snoka" tvåa och 1962 vanns Allsvenskan igen och för elfte gången 1963, då med bland annat legendarerna Ove Kindvall och Björn Nordqvist i laget. Men efter det var IFK:s storhetstid slut.

### Mellanår 1964-1986
Efter tjugo års dominans i Fotbollssverige, elva SM-guld och två svenska-cupen-guld kom till slut stagnationen. Man hamnade i toppen i Allsvenskan under större delen av mitten och slutet av sextiotalet, men kunde aldrig riktigt hota. Viktiga spelare slutade av åldersskäl medan andra lockades till proffsliv, som bland annat Ove Kindvall. Denne fick ett värdigt avslut i IFK: 17 000 åskådare hade tagit sig till Parken, och Ove gjorde hela fyra mål i sista matchen mot AIK, vilken för övrigt slutade 6-0. Han vann också skytteligan samma år, 1966, trots att sex omgångar återstod när han lämnade Peking för Holland och Feyenoord.
Nu trodde många att IFK gjort sitt, men man vann Svenska cupen för tredje gången 1969. AIK besegrades med 1-0 i finalen.
Början av sjuttiotalet började likna trettiotalet, när IFK ständigt slutade efter ärkerivalen. Den här gången var det dock inte Sleipner utan Östgötagrannen Åtvidaberg. Åtvid vann 1972 och 1973 medan Snoka inte kunde placera sig bättre än i mitten av tabellen. Hela sjuttiotalet såg likadant ut. Den gamla klassiska storklubben hade blivit ett mittenlag som var närmare att ramla ur än att vinna. 1974 slutade klubben på tolfte plats och klarade sig kvar med fyra poängs marginal och fyra år senare, 1978, var det ännu närmare: Elfte plats och endast tre poäng från nedflyttningsplats.
Åttiotalet började inte bättre, utan man slutade tia 1980. Två år senare 1982, slutade klubben på samma placering, men nu hade Allsvenskan omorganiserats. En tiondeplats 1982 betydde kvalspel som slutade med nedflyttning, efter förlust mot Häcken (0-2,1-0). Så 1983 spelade IFK sin första säsong på fyrtiotre år utanför Allsvenskan. Vistelsen i Division 2 var dock kortvarig. Man vann först serien med fyra poäng före Djurgården och sedan kvalet mot IFK Malmö med sammanlagt 5-0. Återkomsten i Allsvenskan gick över förväntan. IFK slutade femma i Allsvenskan och lyckades krångla sig till Allsvenskans Playoff-final 1984 efter att slagit ut både AIK och Hammarby IF. I finalen hade dock Norrköping inte en chans, IFK Göteborg vann med sammanlagt 7-1. 1985 var dock allt sämre igen, tionde plats och endast två poäng före nedflyttade Mjällby AIF. 1986 blev dock bättre igen, IFK slutade fyra men åkte ut mot Malmö FF i playoff-semifinalen på bortamål.

### Några goda år 1987-1994
1987 gjorde IFK sin bästa säsong sedan 1966. IFK slutade tvåa i serien, men föll mot IFK Göteborg i semifinalen med sammanlagt 5-2. Trots det markerade den säsongen början på en ny kortare storhetstid med ständiga topplaceringar, titlar och storspelare som Tomas Brolin, Niclas Kindvall, Kennet Andersson, Jan Hellström och Sulo Vaattovaara.
Även om klubben året efter andraplaceringen 1988, endast slutade sexa och missade playoff spelet lyckades man i alla fall vinna Svenska Cupen, för första gången på 19 år, när Örebro besegrades i finalen med 3-1.
Året efter blev betydligt bättre. Peking slutade tvåa i Allsvenskan, två poäng efter Malmö FF. Och i semifinalen slog man först ut Örebro SK med sammanlagt 4-1 och var därmed klart för final. Seriesegrarna Malmö var motståndarna och IFK förlorade första matchen på Parken med 0-2. I returen i Malmö gick det bättre, Norrköping vann med 1-0 och en tredje och sista avgörande match skulle spelas i Malmö fyra dagar senare, den 15 november 1989. Matchen var mållös efter 90 minuter och inget lag lyckades heller göra mål under extra tiden. Straffsparkar följde och IFK vann straffsparksläggningen med 3-4. Norrköping kunde, efter 26 år, återigen titulera sig svenska mästare.
Året efter såg ut att gå ännu bättre. Norrköping hade knutit till sig Tomas Brolin från GIF Sundsvall. Brolin gjorde hattrick i sin debut mot IFK Göteborg, en match som till slut slutade 6-0. Men Brolin såldes till Parma FC mitt under säsongen. I praktiken sålde klubben guldchansen. Norrköping slutade tvåa i allsvenskan och lyckades ta sig till playoff-final, där blev det dock stryk mot just IFK Göteborg med sammanlagt 3-0.
(0-3, 0-0)
1991 omorganiserades allsvenskan åter igen. Norrköping slutade sexa vilket precis tog klubben till Mästerskapsserien, som var det nya sättet att kora de svenska mästarna. Där blev det en andra plats. Den 26 juni vann man den sista Svenska Cupen som spelade höst-vår. Klubben besegrade Öster i finalen med 4-1.
1992 vann IFK Allsvenskan stort (sju poäng före Östers IF) men man slutade endast tvåa i Mästerskapsserien, två poäng efter AIK och blev därför inte svenska mästare.
1993 omorganiserades Allsvenskan återigen, den här gången till en rak serie (som den spelas idag, fast då bestod den av fjorton lag) och Norrköping slutade tvåa. Det var sista gången man placerade sig topp-tre under nittiotalet. 1994 blev det endast en fjärdeplats men man tog sitt sjätte Svenska cupen guld efter att ha besegrat Helsingborg i finalen efter straffar. Men efter det var det slut på topp-placeringar och guld för ett tag...

### Nedgång 1995-2002
1995 var klubben endast två poäng från att ramla ur Allsvenskan då klubben slutade på en tolfteplats. Dock vanns kvalet mot GAIS med sammanlagt 2-1 och klubben fick stanna kvar i Allsvenskan.
Sedan följdes tre säsonger av mittenplaceringar, innan man säsongen 1999 såg ut att åka ur allsvenskan. När halva säsongen gått hade man bara skrapat ihop elva poäng och låg sist. Men på hösten exploderade Peking. I omgång 15 besegrades Kalmar FF med 4-2. Matchen efter förlorade man dock med uddamålet mot IF Elfsborg men sedan blev det åtta segrar i rad då man bland annat besegrade Trelleborg med 4-0 och Malmö FF med 5-1. Dessutom demolerades serietrean Halmstad BK med 4-0 där Mattias Flodström gjorde hattrick. Norrköpings segersvit gjorde att man klättrade från fjortonde till femte plats på halva säsongen.
Den fantastiska hösten 1999 gjorde naturligtvis att laget hade enorma förväntningar inför det nya årtusendet. Men Peking kunde inte leva upp till förväntningarna. Trots att man hade ett bra lag med spelare som Kristian Bergström, Patrik Jönsson, Thomas Olsson, Eddie Gustafsson, Jonas Wallerstedt, Klebér Saarenpää och Alexander Östlund slutade man inte bättre än på en nionde plats. 2001 skulle man ta revansch på den dåliga föregående säsongen men det gick inte bättre än att man återigen var tvungen att kvala. Det började riktigt dåligt och kvalmotståndarna Mjällby AIF vann första matchen med 2-1. Hemma på Parken vann dock IFK med 3-1 och fick spela kvar i allsvenskan en säsong till. Och mer blev det inte. 2002 slutade Norrköping på trettonde plats och skulle spela nästa säsong i den nybildade Superettan. Men det var nära att Norrköping klarade sig kvar. I sista matchen mot Gif Sundsvall borta hade IFK:s Jojje Karathanasis ett skott i stolpen i slutminuterna. Matchen slutade 1-1. Mål där och Peking hade tagit kvalplatsen på IFK Göteborgs bekostnad, men istället fick man rikta in sig på spel i Superettan.

### Superettan 2003-2009
Vistelsen i Superettan skulle vara kortvarig var det sagt. Optimismen flödade, klubben skulle bara spela en säsong i Superettan sedan skulle Norrköping vara tillbaka i Allsvenskan starkare än någonsin. Inför säsongens första match, som Peking spelade hemma mot Gefle IF, satte supportrarna upp banderoller där det stod "återtåget". Trots att laget tappat större delen av truppen från föregående säsong var man säkra på att gå upp. Det blev dock en rejäl missräkning. Gefle vann första matchen med 2-3 och hela säsongen fortsatte i samma stil. 2003 blev Norrköpings sämsta säsong hittills: Aldrig tidigare hade Norrköping hamnat så dåligt som på en nionde plats i den näst högsta serien. Trots den dåliga säsongen hade man över 14 000 på en match, det historiska Norrköpingsderbyt mot IF Sylvia som slutade 2-2 efter att Peking kvitterat sent i matchen. 
2004 gick bättre men inte heller nu klarade Snoka av att gå upp, utan slutade bara fyra. 2005 var det dags för en mittenplacering igen, sjua nu och 2006 var man fyra igen, endast tre poäng efter Brommapojkarna.
2007 var dock Norrköpings år. Med assistkungen Eirik Dybendal, skyttekungen Gardar Gunnlaugsson, målvakten Nuredin Bakiu och den isländska råkämpen Stefan Thordarson tog Norrköping återigen steget upp till svensk fotbollsfinrum, Allsvenskan, något som stod klart redan i den tjugofemte omgången.
I Allsvenskan 2008 föll man ur serien. 2009 slutade man på 11:e plats och det var först i de sista omgångarna man säkrade kontraktet. Därmed slog man ett nytt bottenrekord.

### Allsvensk återkomst, igen 2010-2012
Inför säsongen 2010 var IFK Norrköping nederlagstippat. Laget inledde med en stabil seger mot nykomlingen Östers IF, men förlorade sedan borta mot förhandsfavoriten Assyriska. Efter detta vann man ett flertal matcher, däribland mot Hammarby på Söderstadion, Jönköping Södra, Väsby United och Degerfors. Den segerraden tog laget till serietopp. Skador på nyckelspelare gjorde dock att man i den sista omgången tappade seriesegern till Syrianska, med endast ett måls sämre målskillnad. Laget slutade på andra plats och kvalificerade sig återigen för Allsvenskan.
Inför den allsvenska återkomsten så värvade man friskt. Bland annat så kom Abbas Hassan, Mathias Florén, Martin Smedberg-Dalence, Bobbie Friberg da Cruz och Astrit Ajdarevic till klubben.
Allsvenskan 2011 inledde IFK överraskande starkt med att ta fyra vinster på de fem första matcherna, efter den ljusa starten väntade dock en svårare period och man tappade många poäng. Det dröjde inte länge innan laget fann sig involverade i bottenstriden. 
Efter en målrik match mot Halmstad BK, som slutade i förlust med fyra mål mot fem efter att ett mål av Gunnar Heidar Thorvaldsson dömts bort, och en tung 5-0-förlust mot Kalmar FF såg läget mörkt ut för klubben. Vändningen kom dock efter en riktig rysarmatch där man med enbart 10 man på planen (efter en utvisning på Bobbie Friberg da Cruz) ändå lyckades vinna emot gästande Djurgårdens IF. Laget höll sig hoppfullt och den 17 oktober blev det klart att man skulle spela i Allsvenskan 2012 då man besegrat IF Elfsborg hemma och Malmö FF besegrat nykomlingen Syrianska FC således hade man fråntagit de möjligheten att passera IFK i tabellen.
Den 2 april 2012 inledde IFK säsongen på bästa sätt. Norrköping vann med 1-0 (1-0) på Nya Parken mot svenska mästarna Helsingborgs IF. I maj spelades sedan det första Östgötaderbyt i Allsvenskan på 30 år inför ett utsålt (15 715) Nya Parken mot lokalkonkurrenten Åtvidabergs FF. Säsongen slutade med en överraskande och hedrande 5:e plats i Allsvenskan då man genom att besegra Mjällby AIF i sista omgången passerade regerande mästarna Helsingborgs IF.